# Sophie af Slesvig-Holsten-Gottorp
Sophie af Slesvig-Holsten-Gottorp (1. juni 1569 – 14. november 1634) var datter af Hertug Adolf af Slesvig-Holsten-Gottorp og Christine af Hessen. Hun blev gift med Hertug Johan 7. af Mecklenburg og var regent i Hertugdømmet Mecklenburg-Schwerin fra 1603 til 1608.

## Biografi
Sophie blev født den 1. juni 1569 på Gottorp Slot i Hertugdømmet Slesvig som andet barn og ældste datter af Hertug Adolf af Slesvig-Holsten-Gottorp og Christine af Hessen. Hun blev gift den 17. februar 1588 i Reinbek med Hertug Johan 7. af Meklenburg-Schwerin. Efter dennes selvmord i 1592 var hun i en periode regent i Hertugdømmet Mecklenburg-Schwerin, indtil hendes ældste søn Adolf Frederik blev myndig i 1608. Hun var en dygtig regent, der synes at have stået i venskabeligt forhold til Christian 4.. Hun døde den 14. november 1634 i Schwerin i Mecklenburg.

## Børn
Anna fik fem børn under ægteskabet med Johan, blandt dem:
1. Adolf Frederik 1. af Mecklenburg-Schwerin (1588–1658)
2. Johan Albert 2. af Mecklenburg-Güstrow (1590–1636)
3. Anne Sophie (1591–1648)